# Ljótipollur
De Ljótipollur is een explosiekrater op IJsland in het Landmannalaugar gebied niet ver van het Frostastaðavatn meer. Ljótipollur betekent zoiets als Lelijke modderpot, maar het heeft in werkelijkheid fraai rood gekleurde wanden en is gevuld met groenig water dat veel forel schijnt te bevatten. Een korte zijweg vanaf de kruising van de Fjallabaksleið en de Landmannaleið leidt naar de top.
Andere explosiekraters op IJsland zijn onder andere Kerið, Eldborg en Hverfjall.